# Homouzjanie
Homouzjanie - zwolennicy nauki Soboru Nicejskiego (z 325 roku), głoszącej, że Bóg Ojciec i Bóg Syn są w Boskiej Trójcy Świętej równi co do istoty. Na określenie tej nauki Sobór w Nicei posłużył się greckim terminem homoousios, który oznacza współistotny lub równy w istocie. 
Zwolennicy tego terminu twierdzili, że Chrystus jest równy co do istoty z Bogiem Ojcem i równy co do istoty z ludźmi, ponieważ ma dwie natury: Boską i ludzką.